# Clutia pentheriana
Clutia pentheriana là một loài thực vật có hoa trong họ Peraceae. Loài này được Gand. mô tả khoa học đầu tiên năm 1919.